# 1869 aux États-Unis
Pour des articles plus généraux, voir Chronologie des États-Unis et 1869.
Chronologie des États-Unis
- 1865
- 1866
- 1867
- 1868
- 1869
- 1870
- 1871
- 1872
- 1873

Cette page concerne des événements d'actualité qui se sont produits durant l'année 1869 du calendrier grégorien aux États-Unis.

## Gouvernement
- Président : Andrew Johnson Démocrate jusqu'au 4 mars, puis Ulysses S. Grant Républicain à partir du 4 mars
- Vice-président :  vacant, puis Schuyler Colfax à partir du 4 mars
- Secrétaire d'État : William Henry Seward jusqu'au 4 mars, puis Elihu B. Washburne à partir du 4 mars
- Chambre des représentants - Président : Schuyler Colfax jusqu'au 3 mars, puis Theodore Medad Pomeroy du 3 au 4 mars, puis James G. Blaine à partir du 4 mars

## Événements

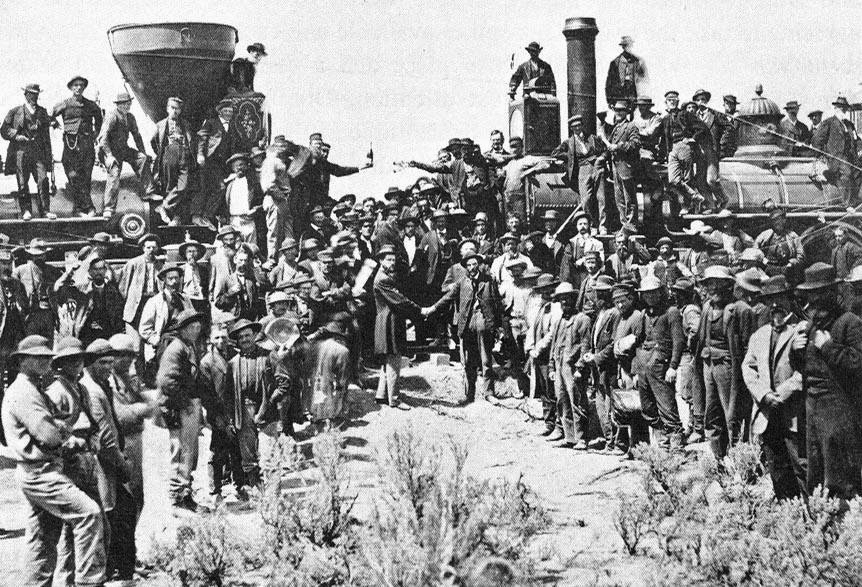
10 mai : Premier chemin de fer transcontinental

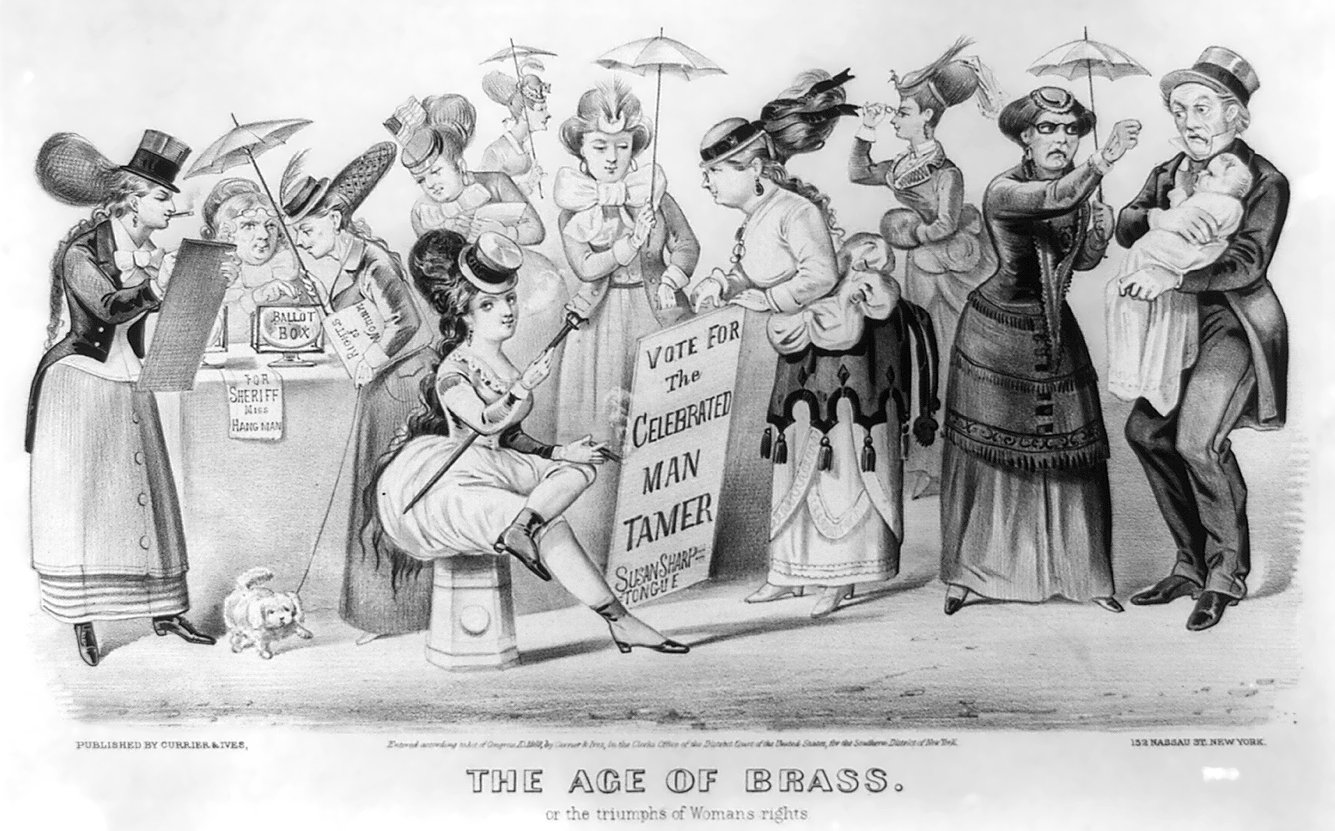
Triomphe des droits de la femme, gravure de 1869 sur le droit de vote féminin au Wyoming.

- 4 mars : début de la présidence républicaine d'Ulysses Grant aux États-Unis (fin en 1877).
- 10 mai : achèvement de la première liaison ferroviaire transcontinentale au nord de Salt Lake City à Promontory Point (en) dans l'Utah[1]. Le troupeau de bison est séparé en deux. La base économique de la civilisation indienne est détruite.
- 24 septembre : vendredi noir à Wall Street. Les manipulations du financier Jay Gould sur les cours de l’or ont provoqué une panique boursière et de nombreuses faillites. Dans la seule journée du 24, pour juguler la banqueroute, le gouvernement injecte 4 millions de dollars d’or sur le marché.
- 15 novembre : l'Union républicaine, association américaine, mais de langue française, fondée en 1868 à Saint-Louis aux États-Unis, lance à New York  un Bulletin dirigé par le proudhonien Claude Pelletier[2].

- Le Wyoming est le premier État américain à accorder le droit de vote aux femmes.
- Dissolution du Ku Klux Klan, effective vers 1877.
- Mise en valeur de nouvelles terres et poussée industrielle dans le Sud. Le gouvernement fédéral baigne dans une atmosphère d’affairisme et de fortunes rapidement acquises. Les deux présidences de Grant sont une série de scandales financiers retentissants (Crédit mobilier, Whisky Ring, scandale des réserves indiennes, etc.) qui mettent en cause des hauts fonctionnaires, des ministres et même le secrétaire privé du président.
- Le vote des Noirs après 1869 porte deux Noirs aux Sénat et vingt au Congrès. Leur nombre diminue rapidement après 1876. Le dernier élu Noir quitte le Congrès en 1901.
- Le National Labor Union, après avoir exclu les Noirs et les femmes, affirme qu’il « n’existe pas de distinction de couleur ou de sexe dans le domaine des droits du travail ». La plupart des syndicats continuent de refuser les Noirs en leur demandant de former leurs propres sections locales.
- Établissement de ranches dans les Grandes Plaines près du chemin de fer.
- Fondation à Philadelphie des Knight of Labor (Chevaliers du travail) par des ouvriers coupeurs.
- Loi sur la sécurité des mines en Pennsylvanie.
- Ely S. Parker, de la tribu des Sénécas est le premier commissaire d'origine amérindienne nommé au Bureau des affaires indiennes.

#### Articles généraux
- Histoire des États-Unis de 1865 à 1918
- Évolution territoriale des États-Unis